# Drive-In Saturday
Drive-In Saturday è un brano musicale scritto dall'artista inglese David Bowie e pubblicato come 45 giri il 6 aprile 1973.
Terza traccia e secondo singolo estratto dall'album Aladdin Sane, il brano non venne distribuito negli Stati Uniti a causa del rifiuto della divisione americana della RCA Records che gli preferì Time.

## Tracce
1. Drive-In Saturday (Seattle-Phonenix) (David Bowie) - 4:29
2. Round and Round (Chuck Berry) - 2:39

## Formazione
- David Bowie - voce, chitarra acustica, sintetizzatore
- Mick Ronson - chitarra elettrica
- Trevor Bolder - basso
- Mick Woodmansey - batteria
- Mike Garson - pianoforte
- Ken Fordham - sassofono
- G.A. MacCormack - cori

## Il brano
(Dave Thompson, AllMusic)
Se Aladdin Sane è l'album in cui appare più evidente l'eco dei dischi degli anni cinquanta ascoltati da Bowie nella sua infanzia, Drive-In Saturday forse più di altre tracce fonde il nostalgico stile doo-wop con i futuristici passaggi di sintetizzatore trattati con l'effetto phaser, che restituiscono un'impressione di frattura temporale dentro una società post-apocalittica
Definito dal biografo David Buckley il miglior singolo del periodo glam di Bowie insieme a Rebel Rebel, il brano abbina infatti il materiale melodico e armonico di fine anni cinquanta ad un testo pieno di oscurità, sesso occasionale ed eccentricità perversa, tipici della cultura degli anni settanta.
L'ispirazione venne al cantante durante un viaggio notturno in treno compiuto tra Seattle e Phoenix nel novembre 1972, durante lo Ziggy Stardust Tour, tanto che sul 45 giri è riportato il sottotitolo "Seattle-Phoenix". Incapace di dormire, Bowie spiegò successivamente di aver visto una serie di cupole argentate illuminate dai raggi della luna con misteriosi avvisi di pericolo di radiazioni: «Non riuscii a trovare nessuno in grado di dirmi cosa fossero, ma mi fornirono un'immagine di America, Gran Bretagna e Cina dopo una catastrofe nucleare. Le radiazioni avevano intaccato la mente e gli organi riproduttivi della gente, che non aveva più una vita sessuale. L'unico modo per imparare di nuovo a fare l'amore consisteva nel guardare film che mostravano come si faceva prima».
La canzone cita Mick Jagger e rende omaggio a Marc Bolan («...try to get it on...», con riferimento al brano Get It On). Vengono menzionati anche Carl Gustav Jung e Twiggy, la prima supermodella della Swinging London che sarebbe apparsa sulla copertina di Pin Ups e che nella sua autobiografia ricorda di quando ascoltò per la prima volta Drive-In Saturday: «La sentii alla radio e pensai "Oddio, David Bowie mi ha citata in una canzone!" Mi precipitai a comprare il disco perché avevo paura di aver frainteso...» Il brano cita anche The Astronettes, nome che in origine Bowie aveva dato ai danzatori di Lindsay Kemp negli spettacoli al Rainbow Theatre di Londra nell'agosto 1972 e che avrebbe in seguito attribuito ai coristi del 1980 Floor Show.
Drive-In Saturday fu offerta inizialmente ai Mott the Hoople come possibile seguito di All the Young Dudes, ma venne rifiutata e al suo posto fu scelta Honaloochie Boogie. «Non l'ho mai capito, perché ho sempre pensato che sarebbe stato un grande singolo per loro, perfetto», ha detto Bowie nel 1998, «so che Ian detesta il fatto di dovere qualcosa a qualcuno e probabilmente trovava insopportabile l'idea di cantare un'altra canzone di Bowie». Successivamente ha confermato al giornalista Paul Du Noyer: «Credo che abbiano pensato "non abbiamo più bisogno di quel glam rocker buono a nulla". Penso che l'avrebbero resa in modo grandioso». In un'altra occasione ha inoltre affermato che in seguito al rifiuto, una notte in Florida si rasò le sopracciglia come gesto di stizza dopo aver convinto la moglie Angela a fare altrettanto. In realtà la versione del cantante non combacia con la ricostruzione dei fatti fornita da Dale Griffin, batterista dei Mott the Hoople: «Disse che Drive-In Saturday sarebbe stato il nostro prossimo singolo ma poi cambiò idea...»

### Il lato B
Cover del brano che Chuck Berry pubblicò nel 1958 come lato B di Johnny B. Goode, Round and Round venne registrata durante le sessioni di The Rise and Fall of Ziggy Stardust and the Spiders from Mars e inserita come quarta traccia nella scaletta dell'album prima di essere sostituita da Starman.

## Registrazione
Bowie registrò Drive-In Saturday il 9 dicembre 1972 negli studi della RCA di New York, appena terminata la parte americana dello Ziggy Stardust Tour.

## Uscita e accoglienza
Il 45 giri venne pubblicato il 6 aprile 1973 in Europa, Sud Africa, Australia, Nuova Zelanda e Giappone, in questo caso come lato B della cover di Let's Spend the Night Together.
Nel Regno Unito raggiunse la 3ª posizione in classifica e rimase nella Official Singles Chart per 10 settimane, bissando il successo del precedente singolo The Jean Genie.

## Drive-In Saturdaydal vivo
Il debutto live di Drive-In Saturday avvenne il 4 novembre 1972 al Celebrity Theater di Phoenix, durante lo Ziggy Stardust Tour, mentre la prima registrazione esistente (rintracciabile in alcuni bootleg) è quella del 17 novembre al Pirates World di Dania Beach, in Florida. Prima di eseguire il brano da solo con la chitarra acustica Bowie disse al pubblico che la storia era «ambientata probabilmente nell'anno 2033».
Dopo la registrazione in studio Drive-In Saturday venne eseguita al Russell Harty Plus di ITV, il 17 gennaio 1973, e lo stesso anno fece parte del repertorio dell'Aladdin Sane Tour. Venne proposta di nuovo nel Diamond Dogs Tour 1974, in una versione acustica con David alla chitarra e David Sanborn al sax, e nell'Hours Tour 1999, anno in cui fu eseguita in altre tre occasioni: il programma VH1 Storytellers (23 agosto), il concerto benefico NetAid al Wembley Stadium (9 ottobre) e la sessione BBC registrata per The Mark and Lard Show (25 ottobre)

## Pubblicazioni successive
Il 45 giri è stato pubblicato di nuovo nel 1982 all'interno della serie Fashions, in versione picture disc, e nel 1983 nella serie Lifetimes. Il 20 aprile 2013, in occasione del 40º anniversario un nuovo picture disc con la versione di Russell Harty Plus come lato B è stato reso disponibile in esclusiva per il Record Store Day.
Definito dal biografo Nicholas Pegg "il grande singolo dimenticato di Bowie", Drive-In Saturday non ha trovato spazio in nessuna raccolta di greatest hits per quasi vent'anni. Tra quelle in cui è presente:
- Sound + Vision (1989)
- The Singles Collection (1993)
- The Best of David Bowie 1969/1974 (1997)
- Best of Bowie (2002)
- Nothing Has Changed (2014)
- Five Years (1969-1973) (2015, nel CD Re:Call 1)

Versioni dal vivo si trovano nel bonus disc allegato alla riedizione di Aladdin Sane del 2003 (Public Hall di Cleveland, 25 novembre 1972), nel DVD Best of Bowie del 2002 (esibizione al Russell Harty Plus) e in VH1 Storytellers del 2009.

## Cover
Tra gli artisti che hanno pubblicato una cover di Drive-In Saturday, spesso in album tributo:
- The Diamonds in Million Copy Hit Songs Made Famous by Elton John & David Bowie del 1974
- The Turn in Ashes to Ashes - A Tribute To David Bowie del 1999
- Claudia Brücken con il pianista Andrew Poppy in Another Language del 2005
- i Def Leppard in Yeah! del 2006
- Morrissey nel CD singolo All You Need Is Me del 2008
- i Teacher and The Pets in Oddities - A Tribute to David Bowie del 2010 (digital release)
- gli Accelorater in Tribute to David Bowie del 2011
- Max Lorentz in Kiss You In The Rain - Max Lorentz Sings David Bowie del 2013